# Jaskółcza Skała

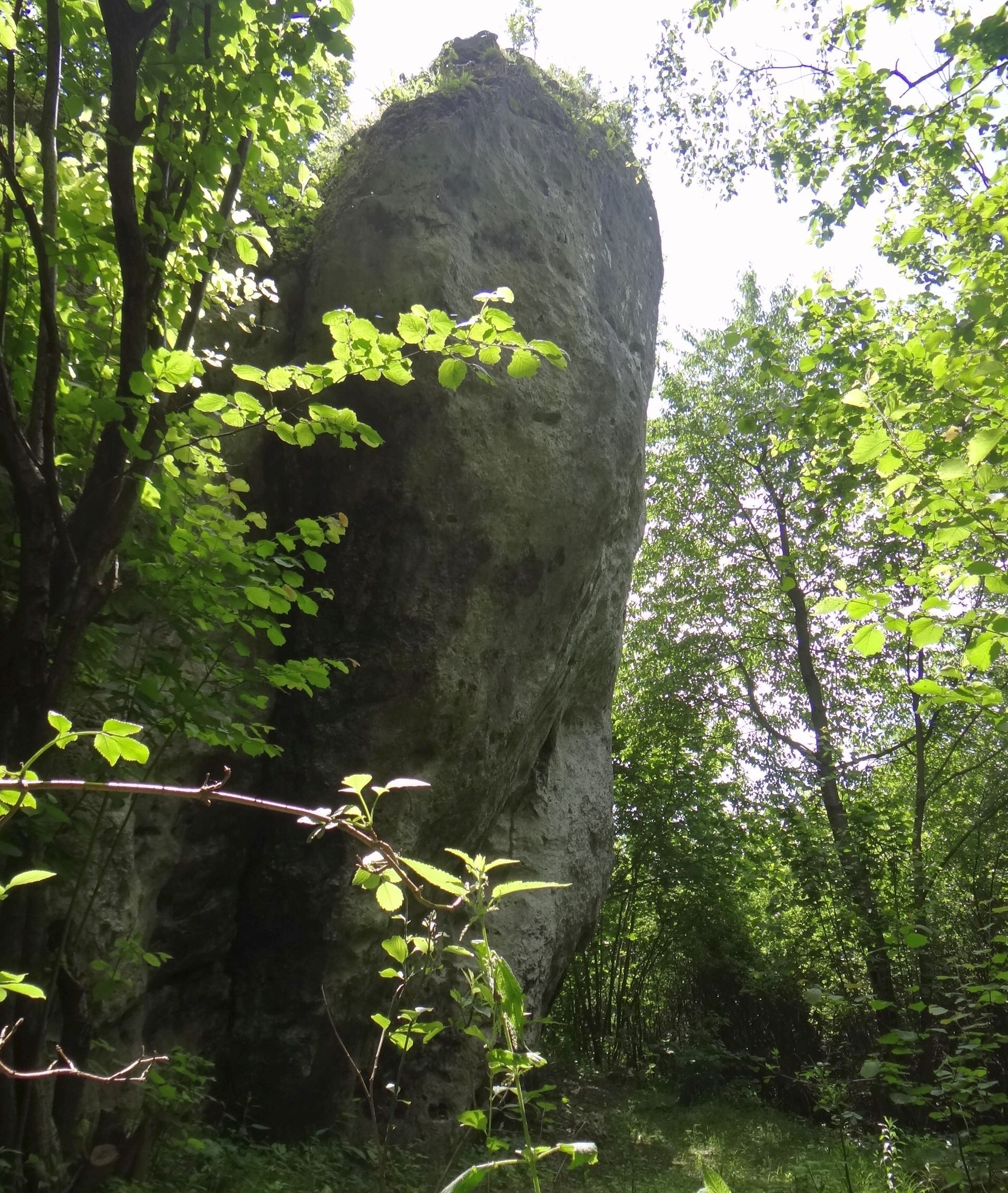

Jaskółcza Skała – skała w Żerkowicach (dzielnica Zawiercia) w województwie śląskim, na Wyżynie Częstochowskiej będącej częścią Wyżyny Krakowsko-Częstochowskiej. Znajduje się w lesie po północnej stronie drogi krajowej nr 78, w odległości około 450 m od tej drogi.
Jaskółcza Skała zbudowana jest z twardych wapieni skalistych. Ma wysokość 14 m i wszystkie ściany pionowe lub przewieszone. W 2016 roku wspinacze skalni poprowadzili na niej 6 dróg wspinaczkowych o trudności od V+ do VI.4 w skali Kurtyki. Wszystkie mają zamontowane stałe punkty asekuracyjne w postaci ringów i stanowisk zjazdowych. Są też 2 projekty i jedna możliwość. Wśród wspinaczy skalnych skała jest mało popularna.

## Drogi wspinaczkowe
1. Coś się kończy; VI
2. Scieki Novigradu; VI.1
3. Możliwość
4. Projekt
5. Projekt
6. Trochę poświęcenia; VI.4
7. Kraniec świata; VI.4
8. Coś więcej; VI.1
9. Coś się zaczyna; V+[1].